# Raïon de Spassk (kraï du Primorié)
Le raïon de Spassk (en russe : Спа́сский райо́н, Spasski raïon) est une subdivision administrative (raïon) et une municipalité (raïon municipal) du kraï du Primorié en Russie. Situé en Extrême-Orient russe dans le kraï de l'Oussouri, il se situe dans la plaine du Khanka dans le centre du Primorié, et il est frontalier de de la Chine. Son centre administratif est la ville de Spassk-Dalni, bien qu'elle ne fasse pas partie du raïon, et il compte en tout 40 localités réparties en 10 municipalités. Sa population s'élevait à 20 204 habitants en 2023.

## Géographie
Le raïon de Spassk se trouve dans le kraï du Primorié, le sujet le plus méridional de l'Extrême-Orient russe, en Mandchourie-Extérieure. Le raïon, qui se situe dans le centre-ouest du Primorié, a une superficie de 4 209,11 km2, dont 2147 hectares sont des forêts. Il est situé dans la plaine du Khanka, et il est bordé à l'est par les montagnes bleues du Sikhote-Aline. De plus, une partie de la réserve naturelle du Khanka, une zapovednik, se trouve dans le raïon
Le raïon borde au sud le raïon de Tchernigovka et au sud-est le raïon d'Anoutchino. Il est limitrophe à l'est du raïon de Iakolevka, au nord du raïon de Kirovski, et il est de plus frontalier de la province chinoise du Heilongjiang par la rivière Soungatcha qui fait office de frontière. Enfin, il est baigné à l'est par le lac Khanka, le plus grand lac de Mandchourie. Les frontières terrestres sont longues de plus de 240 km, dont 18 km de frontières chinoises, et le littoral lacustre est long d'environ 70 km. La ville de Spassk-Dalni, qui est un okroug urbain, est entièrement enclavée dans le raïon.

## Histoire
Le raïon de Spassk a été créé le 4 janvier 1926 par décret du Comité exécutif central panrusse.

## Politique et administration
Le raïon de Spassk est un raïon municipal, qui comprend donc des municipalités. Il y a ainsi 8 municipalités, qui sont tous des établissements ruraux. Chaque municipalité a son propre pouvoir exécutif et sa propre assemblée locale.
| № | Municipalité                          | Centre administratif | Nombre de localités | Population (2021) | Superficie (km²) |
| - | ------------------------------------- | -------------------- | ------------------- | ----------------- | ---------------- |
| 1 | Établissement rural d'Alexandrovskoïe | Alexandrovskoïe      | 2                   | 867               | 350,00           |
| 2 | Établissement rural de Doubovskoïe    | Doubovskoïe          | 2                   | 923               | 176,00           |
| 3 | Établissement rural de Doukhovskoïe   | Doukhovskoïe         | 4                   | 627               | 789.00           |
| 4 | Établissement rural de Krasni Kout    | Krasni Kout          | 3                   | 1773              | 232,00           |
| 5 | Établissement rural de Prokhori       | Prokhori             | 4                   | 1200              | 258,00           |
| 6 | Établissement rural Spasskoïe         | Spasskoïe            | 9                   | 7542              | 597,00           |
| 7 | Établissement rural de Khvalynskoïe   | Liotno-Khvalynskoïe  | 11                  | 3985              | 1132.13          |
| 8 | Établissement rural de Tchkalovskoïe  | Tchkalovskoïe        | 5                   | 3713              | 674,98           |

## Population et société

### Démographie
Recensements (*) ou estimations de la population,:
| 1910   | 1915   | 1923   | 1926*  | 1931   | 1933   |
| ------ | ------ | ------ | ------ | ------ | ------ |
| 15 289 | 24 964 | 28 835 | 41 160 | 53 000 | 56 400 |

| 1939*  | 1959*  | 1970*  | 1979*  | 1989*  | 2002*  |
| ------ | ------ | ------ | ------ | ------ | ------ |
| 50 353 | 22 609 | 33 039 | 30 671 | 32 653 | 29 570 |

| 2010*  | 2012   | 2013   | 2014   | 2015   | 2016   |
| ------ | ------ | ------ | ------ | ------ | ------ |
| 30 475 | 29 702 | 29 362 | 28 943 | 28 446 | 28 199 |

| 2017   | 2018   | 2019   | 2020   | 2021*  | 2022   |
| ------ | ------ | ------ | ------ | ------ | ------ |
| 27 967 | 27 798 | 27 468 | 27 282 | 20 630 | 20 613 |

| 2023   | - | - | - | - | - |
| ------ | - | - | - | - | - |
| 20 204 | - | - | - | - | - |

### Localités
Le raïon de Spassk comptait au 29 juin 2023 40 localités. La localité la plus peuplée était Spasskoïe avec 4 418 habitants au recensement de 2021.
| Liste des localités | Liste des localités | Liste des localités | Liste des localités         | Liste des localités         |
| N°                  | Localité            | Statut              | Population Recensement 2010 | Population Recensement 2021 |
| ------------------- | ------------------- | ------------------- | --------------------------- | --------------------------- |
| 1                   | Adarka              | gare ferroviaire    | 0                           |                             |
| 2                   | Aleksandrovka       | village             | 1324                        |                             |
| 3                   | Annenka             | village             | 117                         |                             |
| 4                   | Boussevka           | village             | 653                         |                             |
| 5                   | Vassilkovka         | village             | 195                         |                             |
| 6                   | Vichniovka          | village             | 696                         |                             |
| 7                   | Voskresenka         | village             | 593                         |                             |
| 8                   | Gaïvoron            | village             | 415                         |                             |
| 9                   | Drozdov             | gare ferroviaire    | 71                          |                             |
| 10                  | Dubovskoïe          | village             | 1007                        |                             |
| 11                  | Doukhovskoïe        | village             | 506                         |                             |
| 12                  | Ievseïevka          | village             | 161                         |                             |
| 13                  | Zelionovka          | village             | 250                         |                             |
| 14                  | Zelenodolsk         | village             | 593                         |                             |
| 15                  | Kalinovka           | village             | 135                         |                             |
| 16                  | Knorring            | gare ferroviaire    | 304                         |                             |
| 17                  | Konstantinovka      | village             | 130                         |                             |
| 18                  | Krasni Kout         | village             | 1615                        | 1 177                       |
| 19                  | Kronstadt           | village             | 417                         |                             |
| 20                  | Lebedinoïe          | village             | 82                          |                             |
| 21                  | Liotno-Khvalynskoïe | village             | 2260                        | 1 906                       |
| 22                  | Lougovoïe           | village             | 78                          |                             |
| 23                  | Malié Klioutch      | village             | 204                         |                             |
| 24                  | Nakhimovka          | village             | 180                         |                             |
| 25                  | Nikitovka           | village             | dix                         |                             |
| 26                  | Novinka             | village             | 239                         |                             |
| 27                  | Novovladimirovka    | village             | 352                         |                             |
| 28                  | Novoroussanovka     | village             | 371                         |                             |
| 29                  | Novoselskoïé        | village             | 1078                        |                             |
| 30                  | Prokhory            | village             | 1061                        |                             |
| 31                  | Sviagino            | gare ferroviaire    | 1263                        |                             |
| 32                  | Slavinka            | village             | 503                         |                             |
| 33                  | Sosnovka            | village             | 193                         |                             |
| 34                  | Spasskoïe           | village             | 5778                        | 4 418                       |
| 35                  | Stari Klioutch      | gare ferroviaire    | 2042                        |                             |
| 36                  | Stepnoïe            | village             | 476                         |                             |
| 37                  | Soungatch           | gare ferroviaire    | 279                         |                             |
| 38                  | Tatianovka          | village             | 242                         |                             |
| 39                  | Khvalynka           | village             | 774                         |                             |
| 40                  | Tchkalovskoïe       | village             | 3828                        | 2 032                       |

## Économie
Les principales activités économiques du raïon sont l'agriculture, favorisée par les conditions naturelles et climatiques, ainsi que les industries sylvicoles et agroalimentaires. Le raïon de Spassk est traversé par la route fédérale A370, route qui relie Khabarovsk au nord à Vladivostok au sud, et qui est le principal axe de transport routier du Primorié, ainsi que par le chemin de fer Transsibérien.